# Roxy (série télévisée)
Roxy est une comédie de situation québécoise en 36 épisodes de 23 minutes créée par Jean-François Léger et Jean Y. Pelletier, diffusée du 9 septembre 2008 au 10 mars 2009 à la Télévision de Radio-Canada puis entre le 2 mars et le 1er juin 2010 sur le réseau V.

## Synopsis
Voulant se libérer de sa mère, Roxy Deschênes, jeune femme dynamique et dégourdie originaire du petit village de Sainte-Julienne-des-Patriotes, part à la découverte de la grande ville de Montréal. Décrochant un boulot dans un petit bistro-bar de la rue Beaubien, elle apprend rapidement la différence entre la réalité de son petit village natal et celle de Montréal.

## Distribution
- Cathy Gauthier : Roxane « Roxy » Deschênes
- Marilyse Bourke : Louise (colocataire dépressive)
- Louison Dany : Paulette (mère de Roxy)
- Louis Champagne : Bob (client régulier du bistro)
- Diane Lavallée : Johanne (copropriétaire du bistro)
- Patrice Bélanger : Hugo (barman)
- Bruno Marcil : Rachid (cuisinier-plongeur)
- Gary Boudreault : Mike (copropriétaire du bistro)
- Béatrice Picard : Lucille
- Sacha Bourque : Sébastien
- Guillaume Champoux : Éric
- Frédéric Lavallée : Guillaume
- Sylvie Potvin : Suzanne
- Gilles Renaud : Normand
- Manuel Tadros : M. Cornelli
- André Lacoste : Gilles
- Bénédicte Décary : Sophie
- Mylène St-Sauveur : Caroline
- Éric Bruneau : Nicolas
- Denis Roy : Paul
- François Sasseville : L'homme et le chevreuil
- Alexandre Préfontaine : Régis
- Sébastien Beaulac : Tristan
- Émilie Gilbert : Genny
- Luis Bertrand : Dr St-Charles
- Louisette Dussault : Jacqueline
- Marc-François Blondin : Frère Hanson

## Production
La série est arrêtée sur Radio-Canada après une saison, mais V rachète les droits de la série et produit une deuxième saison. Ce passage vers V permettra aux auteurs d'être plus libres et moins censurés, puisque la chaîne n'a pas le même mandat que la chaîne de télévision publique Radio-Canada.

## Fiche technique
- Scénariste : Jean Pelletier et Jean-François Léger
- Réalisation : Stéphane Lapointe et Simon Barrette
- Compositeur : Jean-Sébastien Robitaille
- Société de production : Avanti Ciné Vidéo

## Épisodes

### Première saison (2008-2009)
1. La Job
2. Le Karaoké
3. Le Surprise-party
4. L'Affaire est ketchup
5. Relaxation
6. Zoothérapie
7. Quiproquos multiples
8. Le Souper arabe
9. La Vie secrète de Mike
10. Virgin-Roxy on the rocks
11. La Bourgeoisie du plateau
12. Histoires de peur
13. Livraison gratuite
14. Les Suspects
15. Le Grand bluff
16. Coupable
17. Visite-surprise
18. Le Rave
19. Loto destruction
20. Jacqueline, la pas fine
21. Les Révélations (partie 1)
22. Les Révélations (partie 2)

### Deuxième saison (2010)
1. Les Grands Départs
2. Chantages
3. Changement d'orientation
4. Rocky Deschênes
5. Consultation
6. Le Grand Saut
7. Le Sens de la vie
8. Lipdub
9. Ricky qui
10. 1-976-Loulou
11. Retour à l'école
12. Pain-sans-sac
13. Entre les deux, mon cœur balance
14. Le Retour